# Yacc
yacc — комп'ютерна програма-генератор парсерів розроблена Стівеном С. Джонсоном в AT&T для операційної системи UNIX. Назва є акронімом від "Yet Another Compiler Compiler" (ще один компілятор компіляторів). Генерує синтаксичний аналізатор (частина компілятора яка намагається побудувати синтаксичне дерево коду програми за формальною граматикою, записаною в нотації, подібній до БНФ).
Синтаксичний аналізатор що генерується yacc потребує лексичного аналізатора. Використовуються генератори лексичних аналізаторів такі як Lex чи Flex. Існує стандарт IEEE POSIX P1003.2 що описує функціональність і вимоги як до Lex, так і до yacc.
Деякі версії AT&T Yacc перейшли у відкритий код.  Код поширюється наприклад зі стандартними дистрибутивами Plan 9 та OpenSolaris.

### Версії для різних мов
- ML-Yacc [Архівовано 26 червня 2011 у Wayback Machine.] версія yacc для мови Standard ML.
- ocamlyacc [Архівовано 16 серпня 2019 у Wayback Machine.] версія yacc для Objective Caml.
- CL-Yacc [Архівовано 6 липня 2011 у Wayback Machine.], генератор LALR(1) парсерів для Common Lisp.
- PLY [Архівовано 10 березня 2015 у Wayback Machine.] версія yacc для Python
- Racc [Архівовано 24 вересня 2009 у Wayback Machine.] версія yacc для Ruby.